# 原直樹
原 直樹（はら なおき）は1971年3月生まれ、日本の建築家、実業家。東京都目黒区出身。
「株式会社フィールドガレージ」の創業者であり、代表取締役。

## 経歴
東海大学大学院工学研究科建築学専攻修士課程を修了後、1995年に有限会社山中デザイン研究所に入社。2002年まで在籍し、建築設計の実務経験を積む。2004年3月、33歳で「フィールドガレージ」を設立。2010年に法人化し、株式会社フィールドガレージとなる。
同社は、リノベーション設計・施工、不動産仲介、オーダー家具の製作・販売、インテリア商品のオンライン販売、宿泊施設運営など、住まいに関する幅広いサービスを提供している。また、中目黒にあるレンタルDIYスペース「DIY STUDIO」の運営も手がけており、都市生活者が気軽にDIYを楽しめる場を提供している。

## 人物
幼少期よりものづくりに親しみ、両親が美術関係の仕事をしていた影響で、図画工作が好きだった。建築設計やデザイン、DIYをライフワークとし、自然体で仕事を楽しむ姿勢を大切にしている。週末は下田のセカンドハウスで畑仕事や釣りを楽しむなど、自然との共生を重視している。
母は高梨芳郎の娘で高梨弘子。家族は妻と2人の子ども（長男・長女彩水）の4人家族。2015年には、購入してマンションを家族全員で解体から内装までをほぼDIYで行い、自邸を完成させた。この経験は、家族の思い出としても大切にしている。
座右の銘は「人生お遊び」「無為自然」。尊敬する人物として、老子、福岡正信、ジェームズ・アレン、ディーパック・チョプラを挙げている。